# Vitaly Gerasimov
Vitaly Petrovich Gerasimov (em russo: Виталий Петрович Герасимов; 9 de julho de 1977 - 07 de março de 2022) é um general russo das Forças Terrestres. O Ministério da Defesa da Ucrânia afirma que Gerasimov foi morto em 7 de março de 2022 no Oblast de Carcóvia durante a invasão da Ucrânia pela Rússia em 2022. Na época de sua suposta morte, ele serviu como chefe de gabinete e primeiro vice-comandante do 41.º Exército de Armas Combinadas.
Gerasimov formou-se na Escola Superior de Comando de Tanques de Kazan em 1999 e na Academia de Armas Combinadas das Forças Armadas da Federação Russa em 2007. Ele participou da Segunda Guerra na Chechênia e da operação militar russa na Síria. Gerasimov também recebeu a Medalha "Pelo Retorno da Crimeia". Em 2013, como Coronel, foi comandante da 15ª Brigada de Fuzileiros Automotores. Em 2016, ele recebeu o comando da 35ª Brigada de Fuzileiros Motorizados de Guardas Separadas do 41º Exército de Armas Combinadas, com sede em Aleysk.
Ele teria sido morto durante a invasão da Ucrânia pela Rússia em 2022, em 7 de março de 2022, perto de Kharkiv, ao lado de vários outros altos funcionários russos. Bellingcat disse que confirmou a morte acessando uma interceptação ucraniana de comunicações russas discutindo a morte de Gerasimov.
Autoridades russas não confirmaram sua morte e a CNN disse que não verificou sua morte de forma independente, nem as autoridades dos Estados Unidos a confirmaram.